# Eigenart beim Design
Eigenart ist neben der Neuheit die wichtigste Voraussetzung für die Schutzfähigkeit eines Designs (Geschmacksmusters). Der Begriff „Eigenart“ geht auf die bis zur Reform des Geschmacksmusterrechts im Jahre 2004 geltende Bezeichnung „Eigentümlichkeit“ zurück.

## Der Begriff „Eigentümlichkeit“ im alten Geschmacksmusterrecht
Für die Anerkennung der Geschmacksmusterfähigkeit der schöpferischen Leistung eines Mustergestalters bedarf es – im Gegensatz zum Gebrauchsmusterrecht – keines „Beruhens auf einem erfinderischen Schritt“. Stattdessen forderte § 1 Abs. 2 GeschmMG alter Fassung (a.F.) eine (hinreichende) „Eigentümlichkeit“ des Erzeugnisses, um als Muster oder Modell im geschmacksmusterrechtlichen Sinne zu gelten.
Die Voraussetzungen, die ein Geschmacksmustergegenstand erfüllen musste, damit ihm das Prädikat „Eigentümlichkeit“ zuerkannt werden konnte, waren freilich im Geschmacksmustergesetz a.F. nicht kodifiziert. Mit dem Begriff der Eigentümlichkeit wurde im herkömmlichen Geschmacksmusterrecht das Erfordernis einer gewissen eigenschöpferischen Leistung des Mustergestalters umschrieben, die zwar keine künstlerische Gestaltungshöhe wie bei Werken der angewandten Kunst zu erreichen brauchte. Das Muster oder Modell musste sich aber aus der Masse der rein handwerklichen Durchschnittsformen und aus dem zur Verfügung stehenden Formenschatz herausheben.
Da es also für die „Eigentümlichkeit“ an einer rechtsverbindlichen Legaldefinition fehlte, hatte der BGH in ständiger Rechtsprechung immerhin eine Auslegungsregel aufgestellt, wonach ein Muster oder Modell eigentümlich im Sinne von § 1 Abs. 2 GeschmMG a.F. sei, wenn es in den für die ästhetische Wirkung maßgebenden Merkmalen als das Ergebnis einer eigenpersönlichen, form- oder farbenschöpferischen Tätigkeit erscheint, die über das Durchschnittskönnen eines mit der Kenntnis des betreffenden Fachgebiets ausgerüsteten Mustergestalters hinausgeht.

## Die Definition der „Eigenart“ im Designgesetz (DesignG) (Geschmacksmustergesetz neuer Fassung (n.F.))
Die Schutzfähigkeitsvoraussetzung „Eigenart“ (früher mit der Bezeichnung „Eigentümlichkeit“ umschrieben, s. o.) ist nunmehr Tatbestandsmerkmal des § 2 Abs. 1 DesignG. Im Gegensatz zum alten Recht, nach dem der unbestimmte Rechtsbegriff „Eigentümlichkeit“ von der Rechtsprechung ausgefüllt werden musste (s. o.), liefert das neue Designgesetz in § 2 Abs. 3 Satz 1 eine Legaldefinition, wonach ein Muster dann „Eigenart“ besitzt, „wenn sich der Gesamteindruck, den es beim informierten Benutzer hervorruft, von dem Gesamteindruck unterscheidet, den ein anderes Muster bei diesem Benutzer hervorruft, das vor dem Anmeldetag offenbart worden ist.“ Der deutsche Gesetzgeber hat hiermit in nahezu wortgleicher Fassung eine entsprechende Vorgabe der EU umgesetzt.

### Die Begriffe „Offenbarung“ und „Anmeldetag“
Hierfür sind – ergänzend – die Legaldefinitionen von § 5 DesignG bzw. § 13 DesignG heranzuziehen. So enthält § 5 Satz 1 1. Halbsatz DesignG eine Legaldefinition des Begriffs „Offenbarung“, wonach – grundsätzlich – ein Muster offenbart ist, „wenn es bekannt gemacht, ausgestellt, im Verkehr verwendet oder auf sonstige Weise der Öffentlichkeit zugänglich gemacht wurde...“. Gemäß § 13 Abs. 2 DesignG kann an die Stelle des „Anmeldetages“  – im Falle der wirksamen Inanspruchnahme einer ausländischen oder Ausstellungspriorität gemäß § 14 DesignG oder § 15 DesignG – der Prioritätstag (Anmeldetag einer entsprechenden früheren ausländischen Geschmacksmusteranmeldung bzw. Tag der Ausstellung eines entsprechenden Musters oder Modells) treten. § 13 Abs. 2 DesignG.

### Die Beurteilungshilfe des § 2 Abs. 3 Satz 2 DesignG
Hinzugekommen im neuen Geschmacksmusterrecht ist die Regel des § 2 Abs. 3 Satz 2 DesignG, wonach bei der Beurteilung der Eigenart der Grad der Gestaltungsfreiheit des Entwerfers bei der Entwicklung des Musters berücksichtigt wird. Diese Vorschrift ist sinnvollerweise so zu verstehen, dass der gestalterischen Schöpfung eines nur über eingeschränkte Gestaltungsfreiheit verfügenden „Entwerfers“ (Mustergestalters) eher das Prädikat „Eigenart“ gebührt, diesbezüglich bei einem „Entwerfer“ mit unbegrenzter Gestaltungsfreiheit dagegen strengere Maßstäbe angelegt werden müssen.

## Die Einschränkung gemäß § 4 DesignG
Im Falle von „Bauelementen komplexer Erzeugnisse“ fordert § 4 DesignG – zusätzlich zu den in § 2 Abs. 3 DesignG normierten Voraussetzungen – dass dem betreffenden Muster nur dann „Eigenart“ zuerkannt werden darf, wenn es nach Einfügung in ein komplexes Erzeugnis, bei dessen bestimmungsgemäßer Verwendung, sichtbar bleibt und diese sichtbaren Merkmale des Bauelements selbst die Voraussetzungen der Eigenart erfüllen.

## Resümee
Die im neuen Designgesetz – im Gegensatz zum Geschmacksmustergesetz a.F. – nunmehr enthaltene ausdrückliche tatbestandliche Regelung (Legaldefinition, Beurteilungshilfe, Einschränkung für den Spezialfall von „Bauelementen komplexer Erzeugnisse“) der Schutzvoraussetzung „Eigenart“ bedeutet für die Rechtsfindung eine nicht unerhebliche Erleichterung. Denn sie verzichtet völlig auf das nur schwer zu beurteilende Kriterium „Durchschnittskönnen eines mit der Kenntnis des betreffenden Fachgebiets ausgerüsteten Mustergestalters“, an dem der BGH nach bisheriger Rechtsprechung die schöpferische Tätigkeit des Mustergestalters gemessen hat (s. o. zum Begriff „Eigentümlichkeit“). Stattdessen stellt die neue tatbestandliche Regelung – grundsätzlich – ab auf den „beim informierten Benutzer“ durch das Muster „hervorgerufenen Gesamteindruck“ und dessen Unterscheidung von dem durch ein anderes Muster bei dem(selben) Benutzer hervorgerufenen Gesamteindruck, § 2 Abs. 3 Satz 2 DesignG.